# Bulbostylis leiolepis
Bulbostylis leiolepis är en halvgräsart som först beskrevs av Georg Kükenthal, och fick sitt nu gällande namn av Richard Wheeler Haines. Bulbostylis leiolepis ingår i släktet Bulbostylis och familjen halvgräs. Inga underarter finns listade i Catalogue of Life.